# Comté de Medina (Texas)
Pour les articles homonymes, voir Comté de Medina.
Le comté de Medina, en anglais : Medina County, est un comté situé au sud de la partie centrale de l'État du Texas, aux États-Unis. Fondé le siège de comté est la ville de Hondo. Selon le recensement des États-Unis de 2020, sa population est de 50 748 habitants. Le comté a une superficie de 3 456,3 km2, dont 3 432,6 km2 en surfaces terrestres. Le comté est baptisé en référence à la rivière Medina.

## Organisation du comté
Le comté de Medina est créé le 12 février 1848, à partir des terres du comté de Bexar. Il est définitivement organisé et autonome, le 12 juillet 1848.
Le comté est baptisé en référence en référence à la rivière Medina. La rivière mais aussi le comté font tous deux référence à un colon appelé P. Medina.

## Géographie
Le comté de Medina est situé au sud du centre de l'État du Texas, aux États-Unis,.
Il a une superficie totale de 3 456,3 km2, composée de 3 432,6 km2 de terres et de 23,7 km2 de zones aquatiques.

## Comtés adjacents
|                | Comté de Bandera |                  |
| Comté d'Uvalde | comté de Medina  | Comté de Bexar   |
|                | Comté de Frio    | Comté d'Atascosa |

## Démographie

Pyramide des âges du comté de Medina (2000).

Lors du recensement de 2010, le comté comptait une population de 46 006 habitants. En 2017, la population est estimée à 50 066 habitants,.